# Улица Блюхера (Екатеринбург)
У́лица Блю́хера (до 1964 — Берёзовский тракт) — магистральная улица, расположенная в Кировском административном районе города Екатеринбурга (жилые районы Втузгородок и Пионерский). Начинается от улицы Чебышева в месте пересечения её с улицей Первомайской. Завершается на участке транспортной развязки при пересечении ж/д путей Свердловской железной дороги и улицы Шефской. Протяжённость улицы Блюхера — 3465 м. После развязки переходит в улицу Проезжую.
Современное название улица получила в память советского военного деятеля Гражданской войны В. К. Блюхера. С 1930-х годов до 1962 года северная часть современной улицы Блюхера (проходившая по посёлку Бархотка) носила название Алапаевской улицы.

## История и архитектура
Берёзовский тракт появился в XVIII веке, проходил по незастроенной территории с отдельными рощами. В начале тракта находились Михайловское (Новое православное) с храмом во имя всех Святых, лютеранско-католическое (немецкое) и еврейское кладбища. Два последних были снесены в 1960-е годы, первое в настоящее время закрыто. В лютеранской части кладбища могила известного уральского камнереза и ювелира Данилы Зверева не сохранилась. В 1993 году был установлен памятник на месте, предполагаемого захоронения. На улице Блюхера в настоящее время находятся междугородная телефонная станция, а также здание бывшего кинотеатра «Современник».

## Примечательные здания и сооружения
По нечётной стороне
- № 39 — торговый центр «Апельсин».
- № 41 — 28-этажный жилой дом «Радужный».
- № 49а — детский сад № 68.

По чётной стороне
- № 4 — Свердловский областной фильмофонд.
- № 6 — Храм во имя Всех Святых.
- № 32 — торговый центр «Современник».

## Транспорт

### Наземный общественный транспорт
Остановка: "Улица Блюхера":
Автобус: 28;
Трамвай: 4, 5, 12, 16, 18, 20, 23.

### Метро
Метро рядом нет.

## Электронные ресурсы
Слукин В. М. Блюхера, ул. // Энциклопедия Екатеринбурга [Электрон. ресурс] : электронная энциклопедия. — Электрон. дан. и прогр. — Екатеринбург. : ИИиА УрО РАН, год не указан. — 1 электрон. опт. диск (CD-ROM)